# دکتر هادسن
دکتر هادسن هورنت (به انگلیسی: Dr. Hudson Hornet)، همچنین شناخته شده با نام های هادسن هورنت افسانه‌ای یا هاد (Hud) یا داک (Doc)، کاراکتر انیمیشنی یک ماشین مسابقه‌ای بازنشسته است که نخستین بار در سال ۲۰۰۶ در انیمیشن ماشین‌ها ساخته کمپانی پیکسار ظاهر شد. او یکی از مشهور ترین ماشین های مسابقات اتومبیل‌رانی است که موفق به کسب سه قهرمانی پیاپی جام پیستون شد اما در سانحه ای سهمگین، آسیب دید و  برای همیشه مجبور به کناره‌گیری از دنیای قهرمانی شد؛ همین موضوع سبب شد که به شهری دور برود و بدون معرفی خود به اهالی شهر، به عنوان پزشک عمومی و قاضی محلی عمر خود را بگذراند؛ اما با ورود اتفاقی لایتنینگ مک‌کوئین به شهر و حوادثی که رخ می‌دهد، دکتر هادسن مهارت های لازم را جهت شرکت در جام پیستون به مک‌کوئین آموزش می‌دهد و به عنوان مربی مک‌‌کوئین، در این رقابت ها شرکت می‌کند و پس از سال ها گوشه‌گیری، بازگشت با شکوهی را رقم می‌زند. طراحی این شخصیت از خودروی هادسن هورنت الهام گرفته شده‌است.